# Uini Atonio

a Compétitions nationales et continentales officielles uniquement.

b Matchs officiels uniquement.
Dernière mise à jour le 15 mars 2025.
Uini Atonio, né le 26 mars 1990 à Timaru en Nouvelle-Zélande, est un joueur néo-zélandais d'origine samoane de rugby à XV et international français qui joue au poste de pilier droit au Stade rochelais.
Il remporte la Coupe d'Europe avec le Stade rochelais en 2022. Il récidive en 2023, année à partir de laquelle la compétition prend le nom de Champions Cup.
International français depuis 2014, il est titulaire lors du Grand Chelem dans le Tournoi des Six Nations 2022.

## Biographie

### Jeunesse et formation
Uini Atonio naît en Nouvelle-Zélande de parents originaires des Samoa. Ses parents quittent les Samoa pour rejoindre la Nouvelle-Zélande, où son père travaille comme soudeur et sa mère est responsable d'équipe dans un hôtel d’Auckland. Son père, qui est un ancien ouvreur en rugby à XV, le fait débuter dans ce sport alors qu'il est âgé de cinq ans, dans la même équipe que son frère de deux ans son aîné. Il effectue sa scolarité au Wesley College. Il évolue alors aux postes de centre ou troisième ligne, jusqu'à 15-16 ans.
En 2009, il fait partie des quatre derniers joueurs à être retirés du groupe de joueurs néo-zélandais qui disputent le championnat du monde des moins de 20 ans. Il rejoint alors la sélection des moins de 20 ans des Samoa.

### Débuts professionnels (2009-2014)

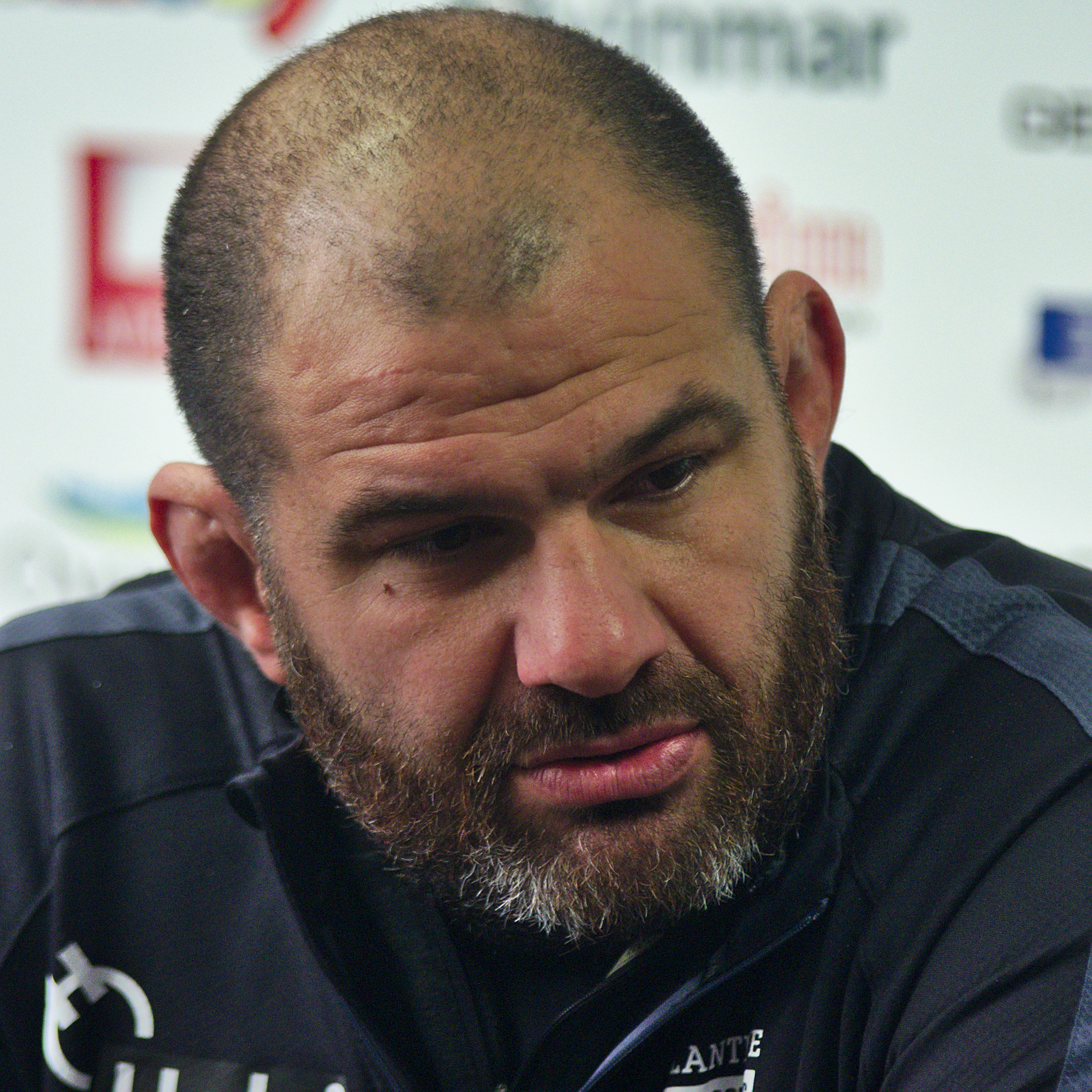
Patrice Collazo, ici en 2014, est l'entraîneur de Uini Atonio de 2011 à 2018.

Repéré par Patrice Collazo lors d'un tournoi disputé à Hong-Kong, il s'engage avec le Stade rochelais en 2011 pour poursuivre sa formation. Il possède un grand gabarit et une bonne technique. En 2012, convoité par plusieurs grands clubs[Lesquels ?], il choisit de rester au Stade rochelais et se réengage pour trois années supplémentaires. 

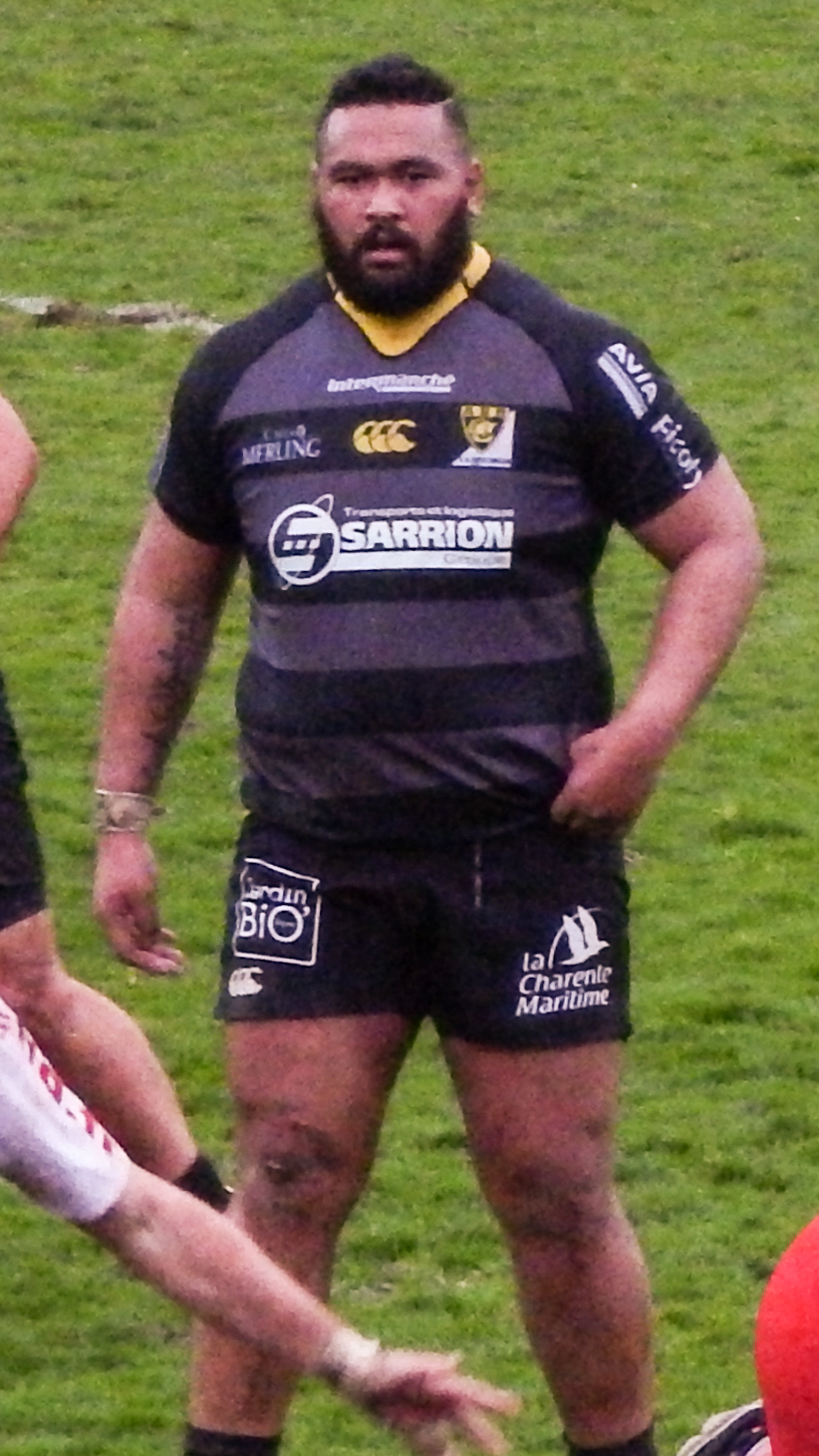
Uini Atonio en 2014 avec le Stade rochelais

Lors de la saison 2012-2013, il prend une autre dimension au sein du groupe et devient capitaine en fin de saison, à seulement 22 ans. 
Durant la saison 2013-2014, il est approché par le Stade toulousain, qui souhaite le recruter pour remplacer Yohan Montès. Toutefois, malgré de nombreuses sollicitations, Uini Atonio choisit de rester à La Rochelle, en Pro D2. Il préfère monter en première division avec son club qui compte sur lui pour bâtir une équipe compétitive.

### Ascension avec le Stade rochelais et international français (2014-2020)
À l'issue de la saison 2013-2014, Uini Atonio et ses coéquipiers permettent la montée en Top 14 de l'Atlantique Stade rochelais. Sélectionnable en équipe de France à partir du mois de juillet 2014, il est appelé en bleu pour la première fois le 21 septembre 2014, où il figure parmi les trente joueurs retenus pour un stage préparatoire de l'équipe de France, en vue de la tournée d'automne. Il honore sa première sélection en équipe de France 8 novembre 2014 à l'occasion du test match France - Fidji en remplaçant Nicolas Mas au poste de pilier droit à la 47e minute du match. Il est ensuite de nouveau utilisé en tant que remplaçant lors des deux matchs suivants, face à l'Australie et l'Argentine, son entraîneur de La Rochelle Patrice Collazo jugeant ses prestations comme « trois bonnes entrées ».
En février 2016, alors qu'il est lié pour encore une année avec son club, il prolonge son contrat jusqu'en 2020. Lors de la saison 2016-2017, Patrice Collazo utilise parfois Uini Atonio au poste de deuxième ligne, notamment lors de la demi-finale de championnat de France contre le RC Toulon au Stade Vélodrome de Marseille.
Il a entamé en 2016 une procédure de naturalisation. En novembre 2018, il prolonge son contrat avec son club jusqu'à 2023.

### Au plus haut niveau en club et en sélection (depuis 2020)

#### Finaliste du Championnat de France et de la Coupe d'Europe en 2021
Durant la saison 2020-2021, Uini Atonio est l'un des cadres du Stade rochelais. En novembre 2020, il est sélectionné pour participer à la Coupe d'automne des nations, durant laquelle il joue deux matchs. Il entre en jeu à la place de Dorian Aldegheri lors de la victoire 36 à 5 face à l'Italie. Puis, il est retenu pour participer à la finale de la coupe face à l'Angleterre. Encore une fois, il remplace Aldegheri en cours de jeu, dans un match très disputé que les Anglais remportent finalement après prolongation (22-19). Il est ensuite appelé pour participer au Tournoi des Six Nations 2021, durant lequel il est le remplaçant de Mohamed Haouas. Il entre en jeu durant trois matchs et la France termine à la deuxième place derrière le Pays de Galles, vainqueur.
En club, il joue cinq matchs de Coupe d'Europe et participe donc à l'épopée du Stade rochelais dans cette compétition qui se qualifie en finale, après avoir éliminé Gloucester, Sale et le Leinster. En finale, contre le Stade toulousain, il est titulaire en première ligne aux côtés de Dany Priso et Pierre Bourgarit, mais son équipe est battue sur le score de 22 à 17. De même en Top 14, il joue 18 matchs dont 17 titularisations et atteint la finale du championnat. Durant ce match, les Rochelais affrontent une nouvelle fois Toulouse. Atonio est une nouvelle fois titulaire en première ligne aux côtés de Reda Wardi et Facundo Bosch. Pour la seconde fois de la saison, le Stade rochelais est battu en finale (défaite 18 à 8). À l'issue de cette saison, il est considéré comme l'un des meilleurs piliers du Top 14.

#### Grand Chelem avec les Bleus puis champion d'Europe en 2022
Durant la saison 2021-2022, Uini Atonio est un titulaire indiscutable au Stade rochelais, devançant Guram Papidze et Joel Sclavi à son poste. Avec les Bleus, il est dans un premier temps sélectionné pour la tournée d'automne 2021. Il joue deux des trois matchs de la tournée contre la Géorgie et la Nouvelle-Zélande que la France remporte. Quelques mois plus tard il est appelé pour participer au Tournoi des Six Nations 2022. Il joue tous les matchs du tournoi en tant que titulaire. Les Français remportent tous les matchs de la compétition, réalisant ainsi le Grand Chelem, le dixième de l'histoire du rugby tricolore, le premier depuis douze ans. Il s'agit du premier titre remporté en sélection nationale par Uini Atonio.
Avec le Stade rochelais, il joue 26 matchs toutes compétitions confondues dont 23 en tant que titulaire et marque trois essais. Cette saison le Stade rochelais atteint à nouveau la finale de la Coupe d'Europe. En finale, les Rochelais affrontent les Irlandais du Leinster. Atonio est titulaire en première ligne aux côtés de Dany Priso et Pierre Bourgarit, joue 62 minutes avant d'être remplacé par Sclavi et son équipe s'impose en fin de match (victoire 21 à 24). Il remporte alors le premier titre de sa carrière en club et participe au premier trophée majeur remporté par son club. En championnat, La Rochelle est éliminée en barrages par le Stade toulousain sur le score de 33 à 28. Uini Atonio réalise une excellente saison et est considéré comme le meilleur à son poste en Top 14. Il est logiquement nommé dans l'équipe type de Top 14 de la saison.

#### Vainqueur de la Champions Cup puis Coupe du monde en 2023
Durant la saison 2022-2023, il est dans un premier temps appelé en équipe de France pour la tournée d'automne 2022. Il joue les trois matchs contre l'Afrique du Sud, l'Australie et le Japon en tant que titulaire. Puis, il est de nouveau convoqué afin de participer au Tournoi des Six Nations 2023,. Durant le match contre le pays de Galles, le 18 mars 2023, il obtient sa 50e sélection avec les Bleus, et marque son premier essai au niveau international à cette occasion. Il joue quatre des cinq matchs de la France qui termine en deuxième position derrière l'Irlande qui réalise le Grand Chelem.
Ensuite, le Stade rochelais se qualifie pour la troisième fois consécutive en finale de la Champions Cup, et affronte le Leinster pour la seconde fois. Pour cette rencontre, Uini Atonio est titulaire en première ligne aux côtés de Pierre Bourgarit et Reda Wardi. Son équipe s'impose 27 à 26 et remporte la compétition pour la deuxième fois d'affilée,. En championnat, les Rochelais terminent deuxième de la saison régulière et se qualifient directement pour les demi-finales où il éliminent l'Union Bordeaux Bègles (victoire 24 à 13) et rejoignent le Stade toulousain en finale, comme en 2021,. Pour ce match, Uini Atonio est titulaire dans la même première ligne qu'en Champions Cup. Dans un match très serré, Toulouse s'impose en fin de match et l'emporte 29 à 26,. Atonio perd ainsi sa deuxième finale de Top 14. À la fin de cette saison, il est nommé pour l'Oscar d'Or aux Oscars du Midi olympique et est ensuite élu dans l'équipe type de la saison de championnat.
Sélectionné fin juin 2023 dans une liste de 42 joueurs pour préparer la Coupe du monde 2023, il fait partie de la liste officielle des 33 joueurs qui jouent la compétition. Titulaire, il dispute trois des quatre rencontres de la phase de poules puis le quart de finale perdu 28-29 contre l'Afrique du Sud. Après ce match, il annonce dans le vestiaire à ses coéquipiers arrêter sa carrière internationale à l'issue de sa 57e sélection.
En novembre 2023, Uini Atonio et Fabien Galthié laissent finalement entendre que le pilier va poursuivre sa carrière internationale, au moins le temps du Tournoi des Six Nations 2024, en raison d'un manque de relève à son poste au sein du XV de France.
Il est élu dans l'équipe type de la saison 2023-2024 de Top 14.

## Style de jeu
Uini Atonio est un joueur très puissant doté d'un gabarit hors-norme (1,97 m pour 152 kg en 2022), ce qui fait de lui le joueur le plus lourd de l'histoire de l'équipe de France. Ces caractéristiques doublées d'une bonne mobilité lui permettent d’asséner régulièrement de puissantes charges et percussions dans les défenses adverses.
Il participe également beaucoup au jeu en se montrant actif tant dans les phases défensives qu'offensives. Atonio est également muni d'une bonne technique de passe, chose rare pour un joueur de première ligne.
Sa principale faiblesse est sa tenue en mêlée fermée. Malmené durant ses premières années de Pro D2, il s'est ensuite bien renforcé dans ce domaine. S'il n'est pas un joueur déterminant des mêlées comme l'était un Nicolas Mas, il est en revanche difficile à manœuvrer et se montre résistant à la pression adverse.
Atonio est réputé pour son sens de l'humour,.

## Affaires extra-sportives
Le 16 novembre 2018, Uini Atonio est condamné à six mois de prison avec sursis pour violences volontaires en état d'ivresse manifeste à la suite d'une bagarre survenue le 24 septembre 2017 au petit matin à la sortie d'une boîte de nuit.

## Statistiques

### En club
| Saison    | Club            | Championnat   | Championnat | Championnat | Championnat | Compétitions EPCR  | Compétitions EPCR | Compétitions EPCR | Compétitions EPCR |
| Saison    | Club            | Compétition   | Matchs      | Points      | Essais      | Compétition        | Matchs            | Points            | Essais            |
| --------- | --------------- | ------------- | ----------- | ----------- | ----------- | ------------------ | ----------------- | ----------------- | ----------------- |
| 2011-2012 | Stade rochelais | Pro D2        | 14          | 5           | 1           |                    |                   |                   |                   |
| 2012-2013 | Stade rochelais | Pro D2        | 29          | 10          | 2           |                    |                   |                   |                   |
| 2013-2014 | Stade rochelais | Pro D2        | 30          | 5           | 1           |                    |                   |                   |                   |
| 2014-2015 | Stade rochelais | Top 14        | 22          | -           | -           | Challenge européen | 1                 | -                 | -                 |
| 2015-2016 | Stade rochelais | Top 14        | 17          | -           | -           | Challenge européen | 3                 | -                 | -                 |
| 2016-2017 | Stade rochelais | Top 14        | 19          | 10          | 2           | Challenge européen | 5                 | 10                | 2                 |
| 2017-2018 | Stade rochelais | Top 14        | 24          | -           | -           | Coupe d'Europe     | 7                 | -                 | -                 |
| 2018-2019 | Stade rochelais | Top 14        | 21          | -           | -           | Challenge européen | 5                 | 5                 | 1                 |
| 2019-2020 | Stade rochelais | Top 14        | 9           | -           | -           | Coupe d'Europe     | 2                 | -                 | -                 |
| 2020-2021 | Stade rochelais | Top 14        | 18          | -           | -           | Coupe d'Europe     | 5                 | -                 | -                 |
| 2021-2022 | Stade rochelais | Top 14        | 18          | 15          | 3           | Coupe d'Europe     | 8                 | -                 | -                 |
| 2022-2023 | Stade rochelais | Top 14        | 18          | 10          | 2           | Champions Cup      | 7                 | -                 | -                 |
| 2023-2024 | Stade rochelais | Top 14        | 6           | -           | -           | Champions Cup      | 4                 | -                 | -                 |
| Total     | Total           | Top 14/Pro D2 | 245         | 55          | 11          | Compétitions EPCR  | 47                | 15                | 3                 |

### En équipe nationale
Au 15 mars 2025, Uini Atonio compte 68 sélections en équipe de France, dont 43 en tant que titulaire, pour deux essais inscrits, depuis sa première sélection le 8 novembre 2014 à Marseille contre les Fidji. 
Il participe à neuf éditions du Tournoi des Six Nations, en 2015, 2016, 2017, 2019, 2021, 2022, 2023, 2024 et 2025.
Il participe à deux éditions de la Coupe du monde, en 2015 (où il ne joue qu'un seul match face à la Roumanie) puis en 2023 où il dispute quatre rencontres face à la Nouvelle-Zélande, la Namibie, l'Italie et l'Afrique du Sud. 
En juin 2016, alors que son club ne dispute pas les phases finales de Top 14, Uini Atonio est convoqué par Guy Noves pour participer à la tournée de juin de l'équipe de France en Argentine. Il joue les deux matches, et est titulaire lors du second test remporté par les Bleus sur le score de 27-0. 
Dans l'édition 2017 du Tournoi des Six Nations, son remplacement dans les arrêts de jeu par Rabah Slimani sur un protocole commotion à l'occasion d'une succession de mêlée, lors du dernier match contre le pays de Galles, est sujet à caution et vaut un blâme de la part de l'organisateur. 
Son éviction de l'équipe de France par Guy Novès pour les matchs d'automne en 2017, serait pour des raisons extra-sportives. 
| Année | Compétition                 | Matchs | Points | Essais |
| ----- | --------------------------- | ------ | ------ | ------ |
| 2014  | Test matchs                 | 3      | 0      | 0      |
| 2015  | Six Nations                 | 4      | 0      | 0      |
| 2015  | Test matchs                 | 2      | 0      | 0      |
| 2015  | Coupe du monde              | 1      | 0      | 0      |
| 2016  | Six Nations                 | 5      | 0      | 0      |
| 2016  | Test matchs                 | 5      | 0      | 0      |
| 2017  | Six Nations                 | 5      | 0      | 0      |
| 2017  | Test matchs                 | 3      | 0      | 0      |
| 2018  | Test matchs                 | 3      | 0      | 0      |
| 2019  | Six Nations                 | 1      | 0      | 0      |
| 2020  | Coupe d'automne des nations | 2      | 0      | 0      |
| 2021  | Six Nations                 | 3      | 0      | 0      |
| 2021  | Test matchs                 | 2      | 0      | 0      |
| 2022  | Six Nations                 | 5      | 0      | 0      |
| 2022  | Test matchs                 | 3      | 0      | 0      |
| 2023  | Six Nations                 | 3      | 5      | 1      |
| 2023  | Test matchs                 | 3      | 5      | 1      |
| 2023  | Coupe du monde              | 4      | 0      | 0      |
| 2024  | Six Nations                 | 5      | 0      | 0      |
| 2024  | Test matchs                 | 1      | 0      | 0      |
| 2025  | Six Nations                 | 5      | 0      | 0      |
| Total | Total                       | 68     | 10     | 2      |

| Numéro | Date         | Lieu                          | Adversaire     | Compétition      | Résultat | Score |
| ------ | ------------ | ----------------------------- | -------------- | ---------------- | -------- | ----- |
| 1      | 18 mars 2023 | Stade de France, Saint-Denis  | Pays de Galles | Six Nations 2023 | Victoire | 41-28 |
| 2      | 19 août 2023 | Stade de la Beaujoire, Nantes | Fidji          | Test match       | Victoire | 34-17 |

| Adversaire       | Matchs joués | Victoires | Défaites | Nuls | Essais | Points | % de victoire |
| ---------------- | ------------ | --------- | -------- | ---- | ------ | ------ | ------------- |
| Fidji            | 2            | 2         | 0        | 0    | 1      | 5      | 100           |
| Australie        | 4            | 3         | 1        | 0    | 0      | 0      | 75            |
| Argentine        | 4            | 2         | 2        | 0    | 0      | 0      | 50            |
| Écosse           | 7            | 5         | 2        | 0    | 0      | 0      | 71.43         |
| Irlande          | 8            | 4         | 4        | 0    | 0      | 0      | 50            |
| Pays de Galles   | 9            | 6         | 3        | 0    | 1      | 5      | 66.67         |
| Angleterre       | 8            | 2         | 6        | 0    | 0      | 0      | 25            |
| Roumanie         | 1            | 1         | 0        | 0    | 0      | 0      | 100           |
| Italie           | 8            | 7         | 0        | 1    | 0      | 0      | 87.5          |
| Samoa            | 1            | 1         | 0        | 0    | 0      | 0      | 100           |
| Nouvelle-Zélande | 6            | 2         | 4        | 0    | 0      | 0      | 33.33         |
| Afrique du Sud   | 5            | 1         | 4        | 0    | 0      | 0      | 20            |
| Géorgie          | 1            | 1         | 0        | 0    | 0      | 0      | 100           |
| Japon            | 1            | 1         | 0        | 0    | 0      | 0      | 100           |
| Namibie          | 1            | 1         | 0        | 0    | 0      | 0      | 100           |
| Total            | 66           | 39        | 26       | 1    | 2      | 10     | 59.09         |

## Palmarès

### En club
- Stade rochelais
  - Vainqueur de la finale d'accession au Top 14 en 2014
  - Finaliste du Challenge européen en 2019
  - Finaliste de la Coupe d'Europe en 2021
  - Finaliste du Championnat de France en 2021 et 2023
  - Vainqueur de la Coupe d'Europe en 2022 et 2023 (Champions Cup)

### En sélection nationale
- France
  - Finaliste de la Coupe d'automne des nations en 2020
  - Vainqueur du Tournoi des Six Nations 2022 (Grand Chelem) et 2025

#### Tournoi des Six Nations
| Édition          | Rang | Résultats France | Résultats Atonio | Matchs Atonio |
| ---------------- | ---- | ---------------- | ---------------- | ------------- |
| Six Nations 2015 | 4    | 2 v, 0 n, 3 d    | 1 v, 0 n, 3 d    | 3/5           |
| Six Nations 2016 | 5    | 2 v, 0 n, 3 d    | 2 v, 0 n, 3 d    | 5/5           |
| Six Nations 2017 | 3    | 3 v, 0 n, 2 d    | 3 v, 0 n, 2 d    | 5/5           |
| Six Nations 2019 | 4    | 2 v, 0 n, 3 d    | 0 v, 0 n, 1 d    | 1/5           |
| Six Nations 2021 | 2    | 3 v, 0 n, 2 d    | 2 v, 0 n, 1 d    | 3/5           |
| Six Nations 2022 | 1    | 5 v, 0 n, 0 d    | 5 v, 0 n, 0 d    | 5/5           |
| Six Nations 2023 | 2    | 4 v, 0 n, 1 d    | 2 v, 0 n, 1 d    | 3/5           |
| Six Nations 2024 | 2    | 3 v, 1 n, 1 d    | 3 v, 1 n, 1 d    | 5/5           |
| Six Nations 2025 | 1    | 4 v, 0 n, 1 d    | 4 v, 0 n, 1 d    | 5/5           |

Légende : v = victoire ; n = match nul ; d = défaite ; la ligne est en gras quand il y a Grand Chelem.

#### Coupe du monde
| Édition         | Rang               | Résultats France | Résultats Atonio | Matchs Atonio |
| --------------- | ------------------ | ---------------- | ---------------- | ------------- |
| Angleterre 2015 | Quart de finaliste | 3 v, 0 n, 2 d    | 1 v, 0 n, 0 d    | 1/5           |
| France 2023     | Quart de finaliste | 4 v, 0 n, 1 d    | 3 v, 0 n, 1 d    | 4/5           |

Légende : v = victoire ; n = match nul ; d = défaite.

### Distinctions personnelles
- Meilleur pilier droit de la saison 2012-2013 de Pro D2 selon rugbyrama[59].
- Meilleur pilier droit de la saison 2014-2015 du Top 14 selon L'Équipe[60].
- Troisième meilleur pilier droit de la saison 2015-2016 du Top 14 selon rugbyrama[61].
- Membre de l'équipe type du Championnat de France en 2022, 2023 et 2024.
- Membre de l'équipe type du Tournoi des Six Nations en 2024.